# Jägmästarnas Förening
Jägmästarnas Förening är en kamratförening (tidigare fackförening) för personer med jägmästarexamen . Föreningen grundades 1903 och 1924 som föreningar för forstmästare respektive jägmästare som arbetade i privatskogsbruket. Föreningen är idag öppen för alla med jägmästarexamen och har totalt ca 600 medlemmar.

## Verksamhet
Idag är Jägmästarnas förening en förening som välkomnar alla med jägmästarexamen, inte bara de som arbetar i privatskogsbruket. Antalet medlemmar är ca 600. Föreningens främsta inriktning är att öka sammanhållningen mellan jägmästare och bevara samt utveckla jägmästarnas traditioner och kultur, men också att tillvarata medlemmarnas gemensamma intressen. Däri ryms till exempel bevakning av den högre skogliga utbildningens kvalitet. 

## Historia
Det som senare kom att bli Jägmästarnas Förening startade som två separata fackföreningar: Forstmästareförbundet och Utexaminerade Jägmästares Förening (senare Föreningen Jägmästare i Enskild Tjänst, Civiljägmästarnas Förening, Civiljägmästarnas och Forstmästarnas Förening och slutligen Jägmästarnas Förening). Under 1900-talet fanns det dock flera olika jägmästarföreningar – så för att förstå denna förenings historia behöver även övriga sammanslutningar belysas. 

### Jägmästarutbildning: skogstjänsteman i statens tjänst
Utbildningen vid Skogsinstitutet (det som senare skulle bli Skogshögskolan och den skogsvetenskapliga fakulteten vid Sveriges lantbruksuniversitet) startades av Israel Adolf af Ström 1828. Under stora delar av 1800-talet utbildades personer att bli jägmästare. Att vara jägmästare innebar egentligen att ha en tjänst vid Skogsstaten eller dess efterkommande organisationer (Skogsstyrelsen, Domänstyrelsen och Domänverket) som förvaltade Kronans och statens skogar. Titlar som överjägmästare, hovjägmästare, revirjägmästare och liknande förekom. Man skilde mellan de personer som fick en ordinarie (dvs fast och högre) tjänst som jägmästare och så kallade extra jägmästare, vilket var personer utbildade till jägmästare men som ännu inte fått ordinarie tjänst. Dessa extra jägmästare hade tjänster som assistenter och underjägmästare. Under större delen av 1800-talet innebar det således att man som utbildad jägmästare förväntade sig (och förväntades ta) tjänst inom statsförvaltningen. 

### Forstmästarna: den äldsta roten till Jägmästarnas förening
1894 hade dock behovet av personer med skoglig utbildning till det enskilda skogsbruket (såsom skogsbolag) blivit större, varför man började utbilda personer vid Skogsinstitutets lägre kurs (jägmästare var alltjämt den högre kursen). Den lägre kursen varade endast tre år och ledde fram till forstmästarexamen. Titeln skogsmästare diskuterades men användes ej. Forstmästarna var alltså redan från början avsedda att arbeta med privatägda skogar. Efter några år insåg forstmästarna att de borde organisera sig, vilket den 5 januari 1903 ledde till att man bildade Forstmästareförbundet.

### Jägmästarna organiserar sig
Jägmästarna hade också börjat organisera sig. Under 1800-talet fanns det en förening som kallades Jägmästarnas Förening, som var någon form av pensionskassa och stödförening – men den ska senare ha lagts ner under början av 1900-talet . Föreningarna Sveriges Ordinarie Jägmästare och De Extra Jägmästarnas Förbund startades under 1907 respektive 1908 som fackföreningar för jägmästare i statlig tjänst, den förstnämnda för de med ordinarie tjänst, och den sistnämnda för de med extra tjänst (dvs ej fast anställning). Dessa föreningar verkade parallellt fram till den 4 april 1930 då de tillsammans bildade den nya föreningen Statsjägmästarnas Förening som vid okänt datum senare bytte namn till Domänjägmästarnas förening. Status för Domänjägmästarnas förening idag är okänd.

För de biträdande och ordinarie länsjägmästarna vid Skogsvårdsstyrelserna bildades 1913 Länsjägmästarnas Förening . Denna förening var till sin karaktär inte lika fackligt inriktad som övriga jägmästarföreningar, utan mer ett samarbetsorgan mellan landets länsjägmästare. Detta yttrar sig t.ex. i att man 1918 tog initiativ till att tillsammans med Norrlands Skogsvårdsförbund ge ut Praktisk skogshandbok, som utkom första gången 1924. 1934 bytte man namn till Länsjägmästareföreningen efter att alla jägmästare anställda vid Skogsvårdsstyrelserna kunde bli medlemmar. 1952 bytte man återigen namn, denna gång till Föreningen Skogsvårdsstyrelsernas Jägmästare (FSJ). Från och med då till och med 1970-talet tog fackliga frågor stor plats i föreningens verksamhet, men från och med 1980-talet är man mestadels en kamratförening som arrangerar exkursioner utomlands för föreningens medlemmar. FSJ finns än idag och består av ca 80 medlemmar inom Skogsstyrelsen. 

Även en förening för stiftsjägmästare (skogliga chefstjänstemän inom Svenska kyrkan) har funnits under namnet Stiftsjägmästarnas Förening, åtminstone sedan 1940-talet. Föreningens nuvarande status är okänd.

### Föreningen för jägmästare utanför staten bildas
Som tidigare nämnts började man 1894 utbilda forstmästare för arbete i enskild tjänst. På 1920-talet hade det visat sig att antalet utexaminerade jägmästare var för stort för att finna arbete i staten, varför även jägmästare började arbeta utanför staten. Det var mycket debatt om möjligheten för jägmästare att få statliga arbeten, och det var troligen med anledning av detta man 1924 bildade Utexaminerade Jägmästares förening. Utexaminerade Jägmästares Förening bytte den 8 mars 1928 namn till Föreningen Jägmästare i Enskild Tjänst . 1929 hade föreningen 165 medlemmar, vilket anges vara i stort sett alla jägmästare som inte arbetade för Domänverket . Föreningen arbetade primärt med fackliga frågor, men arrangerade också vidareutbildning och mer kamratliga evenemang så som exkursioner och middagar.

### Jägmästarnas alla föreningar går samman till riksförbund
Ett ökat behov av samordning inom det fackliga området ledde till att samtliga jägmästarföreningar 1942 tillsammans bildade Sveriges Jägmästares och Forstmästares Riksförbund (SJFR). Svenska Forsmästarförbundet, Föreningen Jägmästare i Enskild tjänst, Statsjägmästarnas Förening, Skogsvårdsstyrelsernas Jägmästares Förening och Stiftsjägmästarnas Förening ingick som delföreningar i det nya förbundet. 
SJFR:s huvuduppgift var att driva de fackliga frågorna och ingick i SACO. Under 1960- och -70-talen övertog SJFR alltmer av det fackliga arbetet från underföreningarna, men ända fram till mitten av 1980-talet satt en representant från varje förening (normalt ordföranden) i SJFR:s styrelse. Under början av 1970-talet planerade delföreningarna inom SJFR för att lägga ner delföreningarna för att satsa allt på SJFR. Men det pågick då samtidigt en diskussion om att de ca 20 fackförbunden inom SACO skulle slås ihop till ett betydligt färre antal. Delföreningarna blev då oroliga för att SJFR skulle försvinna och att jägmästarnas intressefrågor skulle drunkna i andra frågor varför man beslöt med att avvakta med nerläggningen av delföreningarna. 
SJFR var i huvudsak en fackförening men det fanns en del aktiviteter som var av mera kamratorienterad karaktär. Till exempel gav man ut matrikeln Sveriges Forstmästare och Jägmästare en gång om året med kontaktuppgifter till alla forst- och jägmästare i hela landet. 

### Två föreningar blir en
Jägmästarexamen byttes enligt regeringsbeslut 1932 namn till civiljägmästarexamen, troligen för att öka statusen för examen (jämför civilingenjör) och för att särskilja mot den statliga befattningen jägmästare. Den nya examen ledde till att Föreningen Jägmästare i Enskild tjänst den 9 mars 1952 bytte namn till Civiljägmästarnas Förening . 
Skogshögskolans utbildning till forstmästare lades ner 1938 – varför Forstmästareförbundet inte längre fick några nya medlemmar. Detta ledde till en sammanslagning mellan Forstmästareförbundet och Civiljägmästarnas Förening 1966 . Den nya organisationen fick namnet Civiljägmästarnas och Forstmästarnas Förening, förkortat CFF.
Det var bara privatanställda jägmästare/forstmästare och anställda på Sveriges lantbruksuniversitet som kunde bli medlemmar i CFF men under 1980-talet luckrades denna regel upp och efter en stadgeändring 1984 var alla jägmästare välkomna.
Under de första årtiondena av CFF:s verksamhet ordnades ofta exkursioner och även utbildningar. Under flera årtionden var en årligen arrangerad tvådagars vinterexkursion en stor händelse där ett skogsbolag oftast var värd för hela arrangemanget. Dag ett innefattade en skidtävling följd av en av värdföretaget generöst bjuden kamratmiddag och dag två innefattade en skoglig exkursion. I början av 1970-talet minskade intresset för vinterexkursionen och istället genomfördes under några årtionden årligen en så kallad miniexkursion med utfärd i skogen på dagen och med kamratmiddag samma kväll.
I samband med att en av de två ursprungliga föreningarna i CFF 1974 skulle fira 50-årsjubileum ordnades på söndagen innan Skogsveckan i Stockholm ett operapaket med en festmiddag och dans på det normalt söndagsstängda Stallmästargården. Det som från början var tänkt som ett engångsarrangemang blev så uppskattat att man skapade konceptet ”Teaterpaket”. Under några årtionden arrangerades detta alltid på söndagskvällen innan skogsveckan. Idag genomförs fortsatt Teaterpaketet, men som självständigt arrangemang. 

### SJFR blir Skogsakademikerna och CFF blir JF
1997 beslutades att Sveriges Jägmästares och Forstmästares Riksförbund även skulle välkomna skogsmästare till förbundet och i samband med det ändrades namnet till Skogsakademikerna . I och med detta minskade kopplingen mellan delföreningarna och förbundet, till exempel eftersom delföreningarna inte längre representerades i styrelsen.

Samma år bytte Civiljägmästarnas och Forstmästarnas förening namn till Jägmästarnas Förening, i och med att den sista medlemmen som varit forstmästare avlidit. 

### Skogsakademikerna bildar Naturvetarna
Sommaren 2005 fusionerade Skogsakademikerna med Naturvetarna och man bildade i Naturvetarna ett delförbund som heter Delförbundet Skogsakademikerna. I det nya Naturvetarna hade man än större fokus på de fackliga frågorna och övriga frågor tonades därför ner. Delförbundet Skogsakademikerna har dock även idag viss verksamhet och förvaltar bland annat ett större kapital från vilket man delar ut stipendier. I och med fusionerandet har Delförbundet Skogsakademikerna ingen formell koppling till övriga jägmästarföreningar.

## Föreningens ordförande
| Period    | Ordförande                |
| --------- | ------------------------- |
| 1924-1927 | Okänd                     |
| 1928-1943 | Gustaf Tamm               |
| 1944-1950 | Axel Leijonhufvud         |
| 1951-1959 | Folke Stålfelt            |
| 1960-1972 | Karl-Gustaf Zimmerman     |
| 1973      | Ture Månsson              |
| 1974-1977 | Håkan Lund                |
| 1978-1980 | Carl Ulfsparre            |
| 1981-1982 | Kjell Eric Ericsson       |
| 1983-1987 | Jan Häckner               |
| 1988-1998 | Carl Henric Kuylenstierna |
| 1999-2015 | Mats Sandgren             |
| 2016-2019 | Jörgen Bendz              |
| 2020-2022 | Aleksandra Holmlund       |
| 2023-     | Patrik Ulvdal             |